# Il matrimonio di mia sorella
Il matrimonio di mia sorella è un film del 2007 scritto e diretto da Noah Baumbach, già regista de Il calamaro e la balena.
Girato in varie località dello stato di New York, il film è stato presentato in anteprima al 34° Telluride Film Festival ed in seguito al Toronto Film Festival.

## Trama
La nevrotica Margot si reca con il figlio undicenne Claude a far visita alla sorella Pauline, in procinto di sposarsi con l'eccentrico fidanzato Malcolm. Margot disapprova la scelta di Pauline di sposare Malcolm, tanto da creare tensioni continue sia tra lei e la sorella sia tra Pauline e Malcolm.

## Distribuzione
Il film, destinato inizialmente ad uscire nelle sale italiane, ha trovato vari problemi di distribuzione. In Italia è stato distribuito per il mercato home video a partire dall'8 luglio 2008.